# Zoo Ostrava

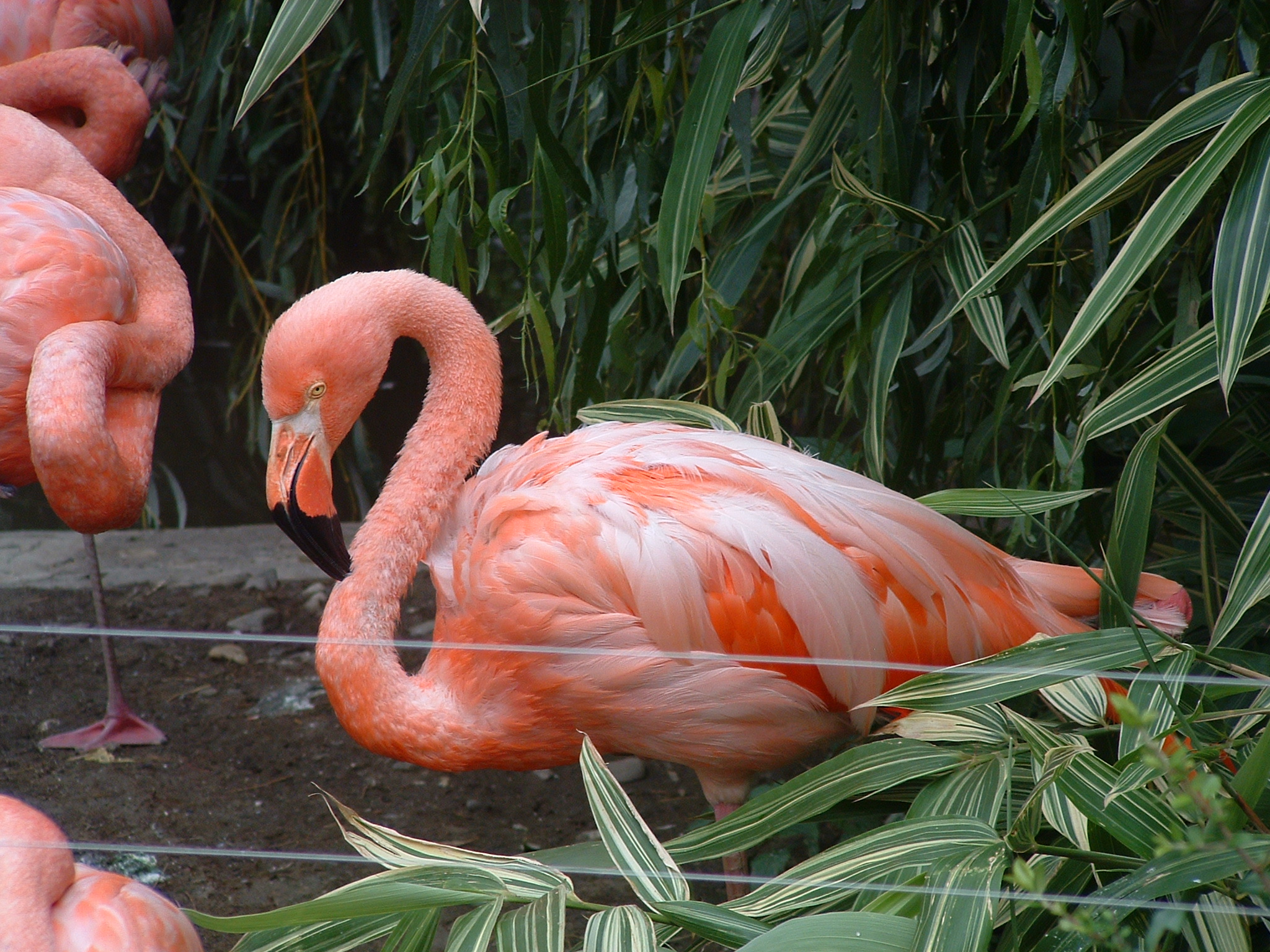

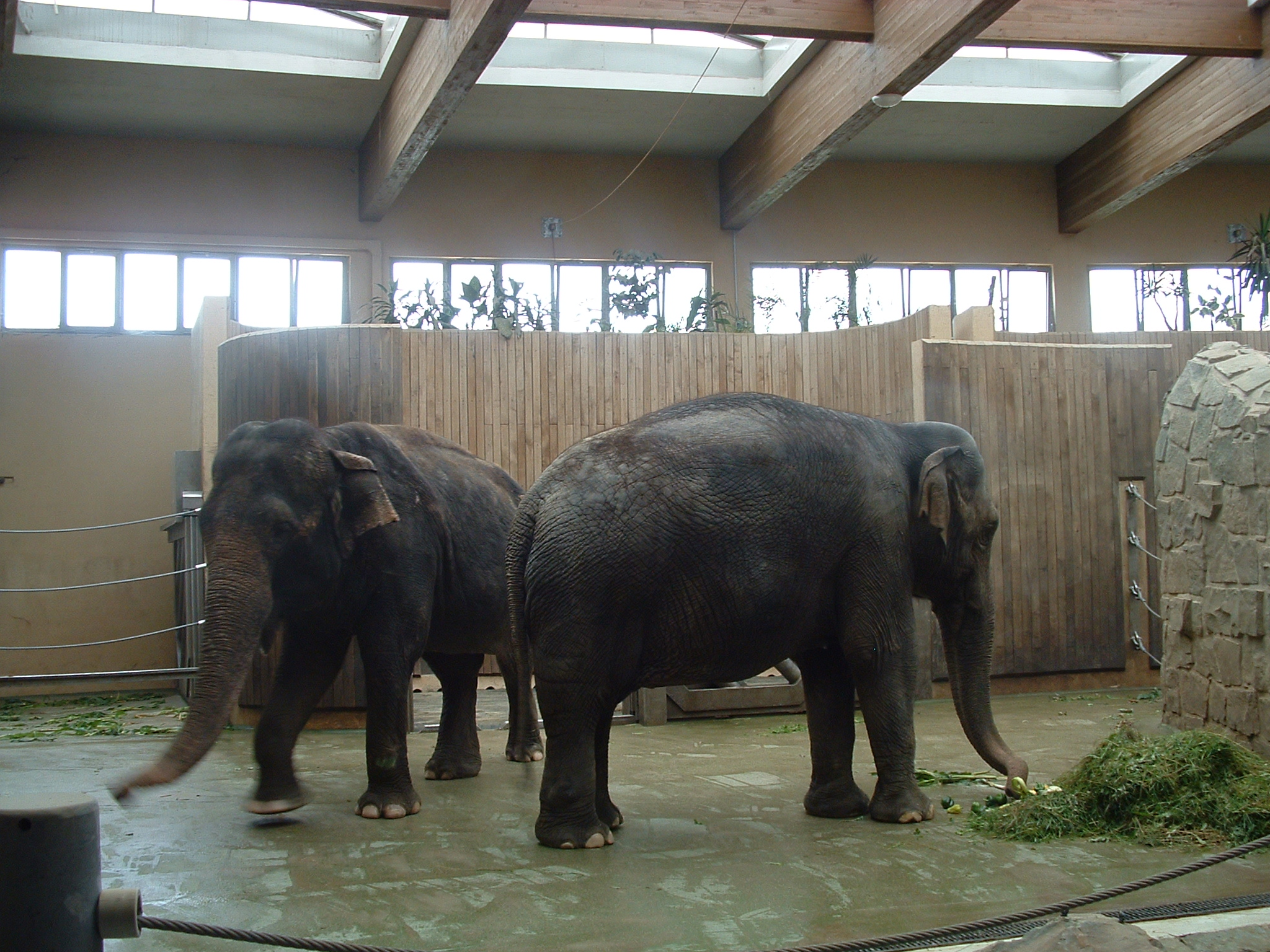

Zoo Ostrava, Ogród Zoologiczny w Ostrawie (czeskie: Zoologická zahrada Ostrava) – ogród zoologiczny usytuowany w południowo-wschodniej części Ostrawy, w dzielnicy Śląska Ostrawa. Aktywnie uczestniczy w ratowaniu ginących gatunków w ramach Europejskiego Programu Ochrony Zwierząt (EEP).

## Historia
Historia ogrodu wiąże się ściśle z historią kopalni Zarubek i Aleksander, której górnicy w 1948 stworzyli w Kończycach Małych park górniczy o powierzchni 6 ha. Ponieważ był on parkiem rekreacyjnym, w jego skład weszły scena z parkietem, brodziki i piaskownice dla dzieci oraz boiska i korty tenisowe.
Z inicjatywy Bohumila Vitka w 1949 na terenie parku powstał ogród zoologiczny. Pierwszymi mieszkańcami były jeleń, dwie sarny i pięć bażantów, a wkrótce także pawie i inne ptaki.
W styczniu 1951 Ministerstwo Informacji i Oświaty wraz z władzami Ostrawy zdecydowały o budowie prowizorycznego ogrodu zoologicznego. Projekt poparli specjaliści w tej dziedzinie, doc. O. Stepanek i dyrektor ZOO w Pradze dr. C. Purkyn.
26 października 1951 na XI plenarnym posiedzeniu Komitetu Rady Narodowej w Ostrawie zatwierdzono przejęcie ogrodu zoologicznego i parku górniczego do stałego administrowania i właśnie ten dzień przyjmuje się za datę powstania Ogrodu Zoologicznego Ostrawa.
Dwa lata później ogród zoologiczny przemianowany został na samodzielną jednostkę gospodarczą rady narodowej o charakterze kulturalno-oświatowym, a jej kierownictwo powierzono B. Vitkowi.
W kwietniu 1953 została podjęta decyzja o budowie nowego ogrodu zoologicznego i przeniesieniu dotychczasowego ogrodu do nowej lokalizacji. Nowy ogród mieścić się miał w parku Stromovky w Śląskiej Ostrawie.
Rok 1956 może zostać uznany za początek budowy nowego ogrodu zoologicznego, a pierwszym udostępnionym zwiedzającym obiektem był wybieg dla niedźwiedzi.
Do 1965 zoo funkcjonowało w warunkach prowizorycznych. Wszystkie zwierzęta ciepłolubne pierwsze dwie zimy mieszkały w budynku magazynowym. Główny okres budowy to druga połowa lat 60. i przede wszystkim lata 70. Z tego okresu pochodzi unikatowy wolny wybieg szympansów (1968), trzy nowe akwaria dla ryb (1969, 1974), ekspozycja tygrysów syberyjskich i niedźwiedzi kodiackich (1971, 1975), zoo dla dzieci (1972), pawilon hipopotamów (1975) oraz ekspozycja gibonów na wyspie (1979).
W latach 80. doszło do radykalnego ograniczenia inwestycji i dlatego z wielkim trudem zostały dokończone długo już budowane obiekty.
W latach 90. dopłaty inwestycyjne umożliwiły rozpoczęcie rekonstrukcji i modernizacji szeregu zniszczonych obiektów i urządzeń (pawilony nosorożców, pawilony naczelnych i drapieżników, ogrodzenie terenu, elektryfikację i gazyfikację oraz budowę wolier dla ptaków).

## Zwierzęta
Gatunki utrzymywane w zoo w Ostrawie jako część programu EEP:

- ara różowooka (Ara rubrogenys)
- bielik zwyczajny (Haliaeetus albicilla)
- gołębiak kasztanowaty (Zenaida graysoni)
- gibboniec  białolicy (Nomascus leucogenys)
- irbis śnieżny (Panthera uncia)
- jeleń wschodni (Cervus nippon pseudaxis)
- kaczka madagaskarska (Anas melleri)
- koczkodan Diany (Cercopithecus diana)
- kondor wielki (Vultur gryphus)
- kotek cętkowany (Prionailurus viverrinus)
- lampart lankijski (Panthera pardus kotiya)
- lemuria błękitnooka (Eulemur macaco flavifrons)
- lemuria czarna (Eulemur macaco)
- lew azjatycki (Panthera leo persica)
- makak berberyjski (Macaca silenus)
- mandryl barwnolicy (Mandrillus sphinx)
- manul stepowy (Otocolobus manul)
- modroara hiacyntowa (Anodorhynchus hyacinthinus)
- nosorożec biały (Ceratotherium simum)
- ocelot argentyński (Leopardus geoffroyi)
- orłosęp (Gypaetus barbatus)
- pandka ruda (Ailurus fulgens)
- sęp kasztanowaty (Aegypius monachus)
- słoń indyjski (Elephas maximus)
- tygrys syberyjski (Panthera tigris altaica)
- wari czarno-biały (Varecia variegata)
- wari rudy (Varecia rubra)
- zebra pręgowana (Equus grevyi)
- żuraw białoszyi (Grus vipio)
- żyrafa ugandyjska (Giraffa camelopardalis rothschildi)